# Ilha Pleneau
A Ilha Pleneau (65° 06′ S, 64° 04′ O) é uma ilha, a 0,8 milhas náuticas (1,5 km) de extensão, situada a nordeste da Ilha Hovgaard no Arquipélago Wilhelm. Mapeada como uma península da Ilha Hovgaard pela Expedição Antártica Francesa, 1903–05, sob o comando de  Charcot, que recebeu o nome de seu ponto nordeste de Paul Pleneau, fotógrafo da expedição. A feição foi primeiro mostrada como uma ilha no mapeamento do governo argentino de 1957.